# Killer (Baby K)
Killer è un singolo della rapper italiana Baby K inciso in duetto con Tiziano Ferro. Viene pubblicato il 25 gennaio 2013 come secondo estratto dal primo album in studio Una seria.

## Descrizione
Il testo del brano è stato scritto dagli stessi Baby K e Tiziano Ferro, quest'ultimo anche produttore dell'intero album insieme a Michele Canova Iorfida; la musica è stata composta da Tiziano Ferro, Baby K e Michele Canova.
Il singolo viene estratto il 25 gennaio 2013, pochi giorni prima di La fine, settimo e ultimo singolo estratto dall'album L'amore è una cosa semplice di Tiziano Ferro.

## Video musicale
Il videoclip, diretto dal registra Gaetano Morbioli, ospita i ballerini della nu'art artex e viene reso disponibile il 24 gennaio 2013 sul canale YouTube di Baby K VEVO. Il relativo dietro le quinte di Killer viene pubblicato il 1º febbraio sul sito internet di Red Bull.

## Tracce
1. Killer (feat. Tiziano Ferro) – 3:33

## Pubblicazioni
Killer è stata inserita nella raccolta Radio Italia Duets: le star insieme del 2013. Nel 2014 il brano è apparso anche nella versione deluxe della raccolta di Tiziano Ferro TZN - The Best of Tiziano Ferro.

## Nomination
Con Killer, Baby K e Tiziano Ferro ricevono a gennaio 2014 due nomination ai Rockol Awards 2013, nelle categorie Miglior singolo italiano e Miglior video italiano, quest'ultima vinta.

## Classifiche

### Classifiche settimanali
| Classifica (2013) | Posizione massima |
| ----------------- | ----------------- |
| Italia            | 10                |

### Classifiche di fine anno
| Classifica (2013) | Posizione |
| ----------------- | --------- |
| Italia            | 58        |